# Tierpark Recklinghausen
Koordinaten: 51° 37′ 13,4″ N, 7° 11′ 3,4″ O
Der Tierpark Recklinghausen liegt im Stadtgarten von Recklinghausen, etwas nördlich der Innenstadt. Im Stadtgarten befinden sich auch das Ruhrfestspielhaus und die Westfälische Volkssternwarte.
Der Tierpark wurde, wie viele der Zoos des Ruhrgebiets, um 1930 gegründet und besaß einst einen beachtenswerten Tierbestand. Die Stadt übernahm 1960 den Tierpark und der Tierbestand wurde seitdem abgebaut. Aus Platzmangel ist auf dem stadtnahen Gelände eine artgerechte Haltung von Wildtieren wie Löwen nicht möglich.
Neben einigen heimischen Tieren erinnern heute nur noch die Rhesusaffen an den einstigen Zootierbestand. Der Tiergarten bietet Hängebauchschweinen, Füchsen, Frettchen, Hauseseln, Schafen, Ziegen und vielen Vogelarten ein Zuhause. Im Vogelhaus leben seit 2000 Sittiche, Großpapageien und Prachtfinken, im Mittelraum fliegen Beos sowie Zebrafinken und andere kleine Singvögel frei zwischen den Besuchern.
Für Kinder sind ein Streichelzoo und ein Spielplatz eingerichtet. Der Eintritt ist frei.